# Cucullia tiefi
Cucullia tiefi är en fjärilsart som beskrevs av Tshetverikov 1956. Cucullia tiefi ingår i släktet Cucullia och familjen nattflyn. Inga underarter finns listade i Catalogue of Life.